# Francisco Javier Mier y Campillo
Francisco Javier Mier y Campillo (Alles, 18 de febrero de 1748 - Madrid, 12 de mayo de 1818) fue un religioso y político español, que ocupó los cargos de diputado a Cortes y de inquisidor general.

## Biografía
Hijo de José Mier y Josefa Campillo Cossío. Estudió en la Universidad de Valladolid, donde se graduó Bachiller en Filosofía y en Teología en 1768 y 1771 respectivamente. En 1772 obtiene la licenciatura y el grado de doctor en Teología en el Seminario Diocesano de Ávila.
Fue ordenado presbítero hacia 1773. Posteriormente es probable que ejerciera como profesor en Valladolid. Opositó a varias prebendas y obtuvo la canonjía magistral de Valladolid. Después, pasó a ocupar el cargo de tesorero de la catedral de Santiago de Compostela. El 24 de mayo de 1802 era nombrado obispo de Almería por Pío VII, a propuesta de Carlos IV. 
Durante el ejercicio del cargo diocesano fue elegido diputado a Cortes por la provincia de Granada en 1813. Tras el definitivo abandono de los franceses de la capital el 27 de mayo de 1813, ocupó su escaño en Madrid el 15 de enero de 1814. Mier fue uno de los absolutistas firmantes del Manifiesto de los Persas, solicitando a Fernando VII el retorno al Antiguo Régimen y la abolición de la legislación de las Cortes de Cádiz. Se negó a prestar juramento al rey José Bonaparte, por lo que los franceses declararon su sede vacante y nulos los nombramientos realizados por el obispo.
El 22 de julio de 1814, Fernando VII lo nombró inquisidor general tras el restablecimiento de la Inquisición, abolida durante la ocupación napoleónica. En 1815 fue condecorado con la Gran Cruz de la Real y Distinguida Orden de Carlos III por el rey Fernando VII . Ese mismo año presenta su renuncia como obispo de Almería. Falleció en Madrid el 12 de mayo de 1818, siendo enterrado en el Convento de Santo Domingo.